# クルック郡 (オレゴン州)
クルック郡（英: Crook County）は、アメリカ合衆国オレゴン州の郡。人口は2万4738人（2020年）。郡名は、南北戦争とインディアン戦争で功績を残したアメリカ陸軍のジョージ・クルックに由来する。郡庁所在地はプラインヴィルである。

## 歴史

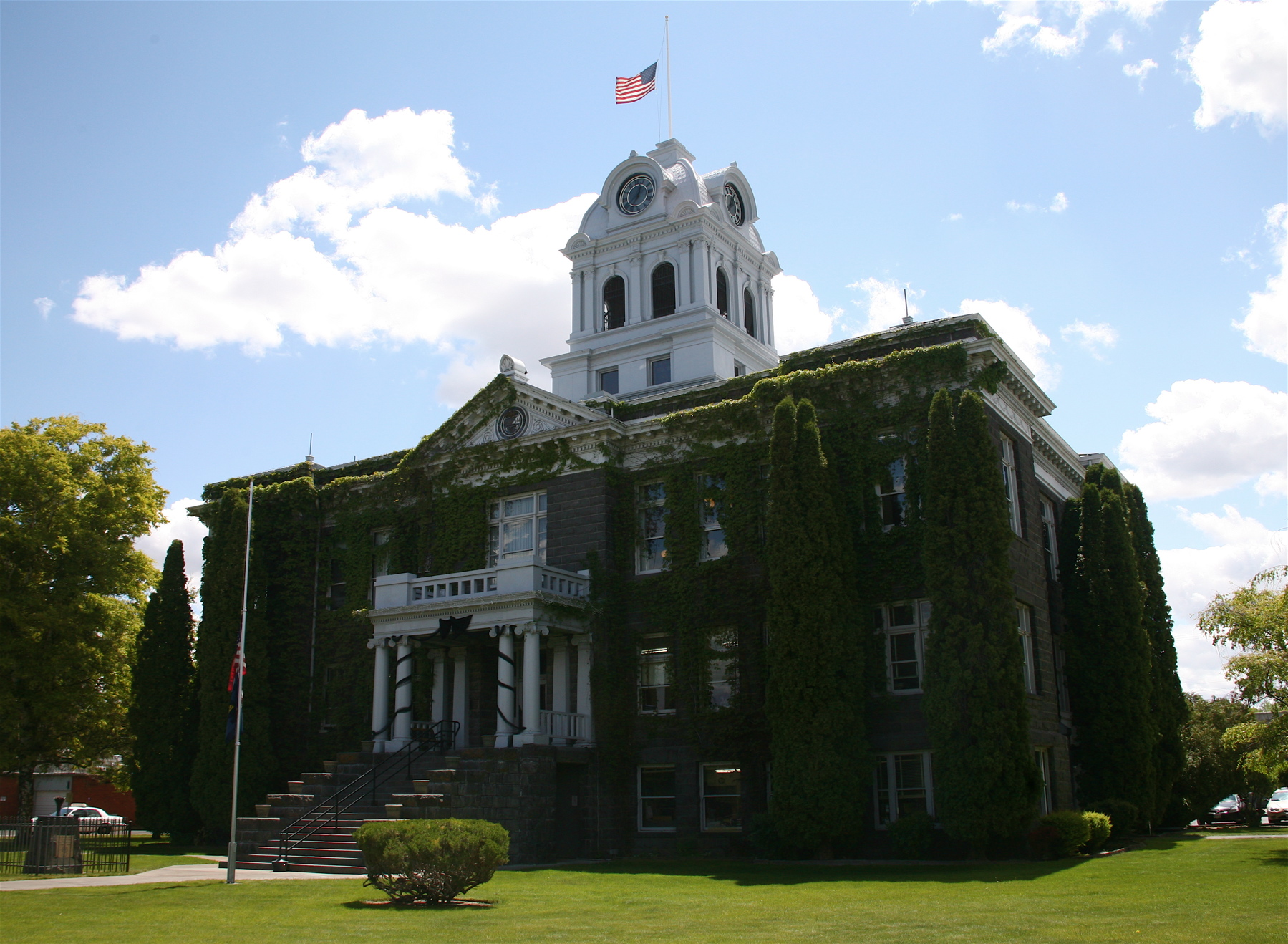
クルック郡庁舎（プラインヴィル）

かつてはこの地域へのアクセスが悪く、入植の妨げになった。1862年、牛を運ぶ補給部隊がスコット街道（Scott Trail）を横断したことで、この地域に繋がる道を開発しようという最初の動きが見られた。また彼らは非先住民として初めてオレゴン中部で冬を過ごした集団でもあった。1860年代にサンティアム峠（Santiam Path）が発見、開発されると、この地域へのアクセスは格段に向上した。
1882年10月24日、ワスコ郡の南部から分離する形でクルック郡が成立し、郡庁所在地としてプラインヴィルが設立した。1884年の総選挙の際、郡内唯一の市であるプラインヴィルが郡庁所在地とすることが正式に投票で承認された。

## 経済
クルック郡の主要産業は、林産、農業、畜産、観光である。農業は灌漑区域の発達によって支えられており、牧草、穀類、ミント、ジャガイモなどが栽培されている。森林地は放牧される大きな家畜が給餌に重要である。オチョコ国立林のポンデローサ松の森は木材産業の主要資源となっている。木材産業は木の伐採に関する規制から辛酸を嘗めており、郡の経済は観光産業への依存度が増している。毎年数千人が狩猟、釣魚、ボート遊び、観光、鉱石収集のためにクルック郡の渓流、貯水池、オチョコ山脈などを訪れる。プラインヴィル商工会議所は、鉱石採集に訪れる人々を（4 km2以上の面積を有する）鉱区へと案内する役を務めている。

## 地理
クルック郡はオレゴン州の中央部に位置している。総面積は7,737 km2（2,987 mi2）であり、その内 7,717 km2（2,979 mi2）が陸地、21 km2（8 mi2、0.27%）が水地である。郡内で最大の水地はプラインヴィル貯水池である。成立当初、クルック郡は 22,000 km2（8,600 mi）の総面積を有していたが、1914年のジェファーソン郡成立、1916年のデシューツ郡成立により、その面積は激減した。現在の郡境が成立したのは1927年である。
グラント郡との郡境近く、クルック郡の南東端にはオレゴン州で最古の地層がある。この地層では、オレゴンのほとんどがまだ海の底だったデボン紀の珊瑚礁から作られた石灰石の露出が見られる。

### 隣接郡
- デシューツ郡 - 南、西
- ジェファーソン郡 - 北
- ウィーラー郡 - 北
- グラント郡 - 東
- ハーニー郡 - 南東

## 人口動態

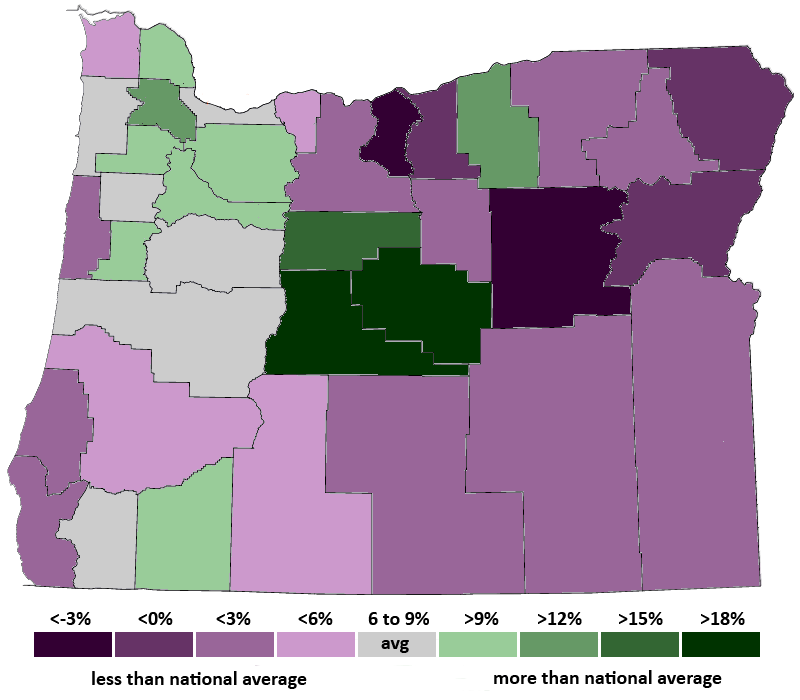
2000年から2007年にかけて、クルック郡の人口増加率は州平均の3倍にあたる34.9%を記録した。隣接するデシューツ郡に次いで、州内で第2位の人口増加率を誇る郡となる。

以下は2000年国勢調査による人口統計データである。
| - 人口: 19,182人 - 世帯数: 7,354世帯 - 家族数: 5,427家族 - 人口密度: 2人/km²（6人/mi²） - 住居数: 8,264軒 - 住居密度: 1軒/km²（3軒/mi²） 人種別人口構成 - 白人: 92.95% - アフリカン・アメリカン: 0.04% - ネイティブ・アメリカン: 1.30% - アジア人: 0.43% - 太平洋諸島系: 0.03% - その他の人種: 3.81% - 混血: 1.43% - ヒスパニック・ラテン系: 5.64% 年齢別人口構成 - 18歳未満: 26.60% - 18-24歳: 7.50% - 25-44歳: 25.50% - 45-64歳: 25.70% - 65歳以上: 14.70% - 年齢の中央値: 39歳 - 性比（女性100人あたり男性の人口） - 総人口: 99.40 - 18歳以上: 97.30 | 世帯と家族（対世帯数） - 18歳未満の子供がいる: 32.30% - 結婚・同居している夫婦: 61.50% - 未婚・離婚・死別女性が世帯主: 8.20% - 非家族世帯: 26.20% - 単身世帯: 21.30% - 65歳以上の老人1人暮らし: 9.50% - 平均構成人数 - 世帯: 2.57人 - 家族: 2.96人 収入と家計 - 収入の中央値 - 世帯: 35,186米ドル - 家族: 40,746米ドル - 性別 - 男性: 32,166米ドル - 女性: 22,580米ドル - 人口1人あたり収入: 16,899米ドル - 貧困線以下 - 対人口: 11.30% - 対家族数: 8.10% - 18歳未満: 13.90% - 65歳以上: 8.10% |

## 都市と町
- プラインヴィル（郡庁所在地）

### 非法人地域
- フォレスト・クロッシング
- パウリナ
- ポスト

- パウエル・ビュート
- ロバーツ
- サプリー